# Торе Хрістіан Еліас Фріс
Торе Хрістіан Еліас Фріс (швед. Thore Christian Elias Fries; 3 листопада 1886 — 31 грудня 1930) — шведський ботанік та міколог. Син Теодора Магнуса Фріса.

## Біографія
Торе Хрістіан Еліас Фріс народився 3 листопада 1886 року в Уппсалі в сім'ї ліхенолога Теодора Магнуса Фріса та Густави Анжу.
Вищу освіту отримав в Уппсальському університеті, у 1913 році став доктором філософії (дисертація з фітогеографії) та ад'юнкт-професором. З 1917 рок Торе Хрістіан Еліас працював головою науково-дослідної станції в Абіску. У 1920 році він був призначений куратором Ботанічного музею Уппсальського університету. У 1921—1922 Торе разом із своїм Робертом Еліасом Фрісом мандрував по Африці. Виявлені ними нові види рослин були описані у журналі Svensk Botanisk Tidskrift.
З 1927 року Торе Фріс був професором ботаніки Лундського університету.
Торе Хрістіан Еліас Фріс помер 31 грудня 1930 року в місті Умтали в Родезії.

## Окремі публікації
- Fries, T.C.E. (1959). Annonaceae. In Engler, A. & Prantl, K. Die Natürlichen Pflanzenfamilien. ed. 2, vol. 17a.